# Anthrenus fucosus
Anthrenus fucosus is een keversoort uit de familie spektorren (Dermestidae). De wetenschappelijke naam van de soort werd in 1998 gepubliceerd door Beal.